# Nomadi & Omnia Symphony Orchestra live 2007 (DVD)
Nomadi & Omnia Symphony Orchestra live 2007 è un album live dei Nomadi registrato assieme alla Omnia Symphony Orchestra nei giorni 6 e 7 aprile 2007 presso il PalaBrescia di Brescia.
Il DVD è venduto assieme ai due CD omonimi nell'edizione a tiratura limitata, ma è anche acquistabile separatamente.

## Formazione
- Beppe Carletti: Tastiere
- Cico Falzone: Chitarre e Voce (solo in Canzone per un'amica)
- Daniele Campani: batteria
- Danilo Sacco: Voce e Chitarra
- Massimo Vecchi: Basso e Voce
- Sergio Reggioli: Percussioni, Violino e Chitarre

### Omnia Symphony Orchestra
Composta da 78 musicisti e diretta dal maestro Bruno Santori

## Canzoni
1. In piedi
2. La vita che seduce
3. Non è un sogno
4. Sangue al cuore
5. Con me o contro di me
6. L'aviatore
7. Immagini
8. Trovare Dio
9. La voglia di posare
10. Dove si va
11. Io voglio vivere
12. Primavera di Praga
13. Oriente
14. Asia
15. Tutto a posto
16. La libertà di volare
17. L'ultima salita
18. Confesso
19. Auschwitz
20. Amore che prendi amore che dai
21. Jenny
22. Ho difeso il mio amore
23. Se non ho te
24. Noi non ci saremo
25. La collina
26. Ti lascio una parola (goodbye)
27. Stella cieca
28. Un pugno di sabbia
29. Canzone per un'amica
30. Dio è morto
31. Io vagabondo
32. Te deum

## Curiosità
Alcuni brani eseguiti durante i due concerti non han trovato successivamente posto né sul dvd né sui 2 cd:
- Tempo che se ne va (eseguita venerdì 6 aprile)
- Ma che film la vita (eseguita venerdì 6 aprile)
- L'ordine dall'alto (eseguita sabato 7 aprile)
- Cammina cammina (eseguita sabato 7 aprile)

Due invece sono quelli che compaiono esclusivamente sul dvd:
- Primavera di Praga (eseguita venerdì 6 aprile)
- Tutto a posto (eseguita sabato 7 aprile)

Nella serata di venerdì Dove si va viene ripetuta per motivi tecnici. Sabato La collina viene ripetuta dalla sera prima e al termine di Dio è morto vengono risuonate Il destino,
Una storia da raccontare, Non è un sogno, Jenny e Canzone per un'amica.